# Pseudoneureclipsis deasyria
Pseudoneureclipsis deasyria är en nattsländeart som beskrevs av Malicky 2000. Pseudoneureclipsis deasyria ingår i släktet Pseudoneureclipsis och familjen fångstnätnattsländor. Inga underarter finns listade i Catalogue of Life.